# Martin Goetzeler
Martin Goetzeler, (ur. 11 maja 1962 w Monachium) – niemiecki menedżer przemysłu oświetleniowego.
Studiował administrację biznesową na Uniwersytecie Ludwika i Maksymiliana w Monachium. W 1982 zatrudnił się w koncernie Siemens. W 1984 odbył trzymiesięczny staż w oddziale Siemensa w Atlancie. W 1989 przeszedł do działu finansowego, gdzie został szefem kontrolingu. W 1999 przeszedł do koncernu Osram, w którym Siemens posiada większość akcji. Zajmował się rozwojem marki Osram w Wielkiej Brytanii i Stanach Zjednoczonych. W 2005 został powołany na stanowisko prezesa Osram w miejsce Wolfa-Dietera Bopsta, który kierował koncernem od 1991. Pod rządami Goetzelera koncern rozwija produkcję żarówek energooszczędnych, co wpisuje się w światowe tendencje odchodzenia od tradycyjnych żarówek, które większość zużywanej energii elektrycznej przetwarzają na ciepło.